# Isosterisme

Estructures del metà <chem>CH4</chem> i del catió amoni <chem>NH4+</chem>

L'isosterisme és una propietat d'espècies químiques que presenten propietats físiques i químiques semblants, i per això hom suposa que tenen igualment disposats els electrons més externs. Els grups que presenten isosterisme s'anomenen grups isostèrics o isòsters.

## Història
El mot «isosterisme» és un mot compost del prefix grec ἰσο– iso–, que significa «igual», del prefix grec στερεο– stereo–, que significa «sòlid», «espacial», i del sufix llatí –ismus, i aquest del grec –ισμός –ismós, emprat per formar substantius que indiquen «actitud», «tendència» o «qualitat».
|                                            | {\displaystyle {\ce {N2}}} | {\displaystyle {\ce {CO}}} | {\displaystyle {\ce {N2O}}}               | {\displaystyle {\ce {CO2}}}               |
| ------------------------------------------ | -------------------------- | -------------------------- | ----------------------------------------- | ----------------------------------------- |
| Temperatura crítica (°C)                   | –127                       | –122                       | 35,4                                      | 31,9                                      |
| Pressió crítica (atm)                      | 33                         | 35                         | 75                                        | 77                                        |
| Densitat del líquid a 10 °C (g/cm³)        | 0,796                      | 0,793                      | 0,856                                     | 0,858                                     |
| Viscositat (× 106)                         | 166                        | 163                        | 148                                       | 148                                       |
| Índex de refracció a 16 °C (línia D)       |                            |                            | 1,193                                     | 1,190                                     |
| Fórmula de l'hidrat                        |                            |                            | {\displaystyle {\ce {N2O\!\cdot \!6H2O}}} | {\displaystyle {\ce {CO2\!\cdot \!6H2O}}} |
| Entalpia de formació de l'hidrat (cal/mol) |                            |                            | –14,90                                    | –15,00                                    |

El terme «isosterisme» fou introduït el 1919 pel químic estatunidenc Irving Langmuir (1881–1957) en referència a espècies químiques que tenen el mateix nombre d'electrons i distribuïts de la mateixa manera. Per exemple les espècies:
- {\displaystyle {\ce {H-}}}, {\displaystyle {\ce {He}}} i {\displaystyle {\ce {Li+}}} són espècies químiques que tenen la mateixa configuració electrònica 1s2;
- {\displaystyle {\ce {CH4}}} i {\displaystyle {\ce {NH4+}}} són espècies químiques amb la mateixa geometria tetraèdrica amb quatre enllaços σ (vuit electrons d'enllaç);
- {\displaystyle {\ce {N2}}}, {\displaystyle {\ce {CO}}} i {\displaystyle {\ce {CN-}}} totes presenten un enllaç triple entre els seus àtoms;
- {\displaystyle {\ce {NO2-}}} i {\displaystyle {\ce {O3}}} ambdues amb un enllaç σ i un enllaç π;
- {\displaystyle {\ce {NO3-}}} i {\displaystyle {\ce {CO3^2-}}}ambdós ions amb un enllaç doble C=O i dos σ N-O;
- {\displaystyle {\ce {CO2}}}, {\displaystyle {\ce {N2O}}}, {\displaystyle {\ce {N3-}}} i {\displaystyle {\ce {CNO-}}} presenten dos enllaços dobles.

També observà que quan els isòsters tenen la mateixa càrrega total (isoelèctrics), com ara la parella {\displaystyle {\ce {CO2}}} i {\displaystyle {\ce {N2O}}} o la parella {\displaystyle {\ce {N2}}} i {\displaystyle {\ce {CO}}} llavors posseeixen propietats físiques sorprenentment semblants.
| Electrons   | 6 | 7  | 8   | 9   | 10  | 11   |
| ----------- | - | -- | --- | --- | --- | ---- |
| Àtoms       | C | N  | O   | F   | Ne  | Na   |
| Pseudoàtoms |   | CH | NH  | OH  | FH  | —    |
| Pseudoàtoms |   |    | CH₂ | NH₂ | OH₂ | FH₂+ |
| Pseudoàtoms |   |    |     | CH₃ | NH₃ | OH₃+ |
| Pseudoàtoms |   |    |     |     | CH4 | NH4+ |

En el seu intent força infructuós d'explicar l'isomorfisme, el químic alemany Hans G. Grimm (1887–1958) el 1925 amplià el concepte d'isosterisme per incloure molècules o grups que posseïssin el mateix nombre d'electrons de valència estiguin implicats o no el mateix nombre d'àtoms. Grimm observà que en afegir hidrògens el grup format té propietats semblants a les del següent element dins d'un període de la taula periòdica (llei de desplaçament de Grimm). Segons la definició de Grimm, són grups isostèrics: fluorur, grup hidroxi, grup amino i metil ({\displaystyle {\ce {-F}}}, {\displaystyle {\ce {-OH}}}, {\displaystyle {\ce {-NH2}}} i {\displaystyle {\ce {-CH3}}}).
Poc després de l'aparició del treball de Grimm, el químic alemany-suís Hans Erlenmeyer (1900–1967) començà una àmplia sèrie d'investigacions sobre l'aplicació de la interpretació de Grimm de l'isosterisme a la química orgànica. Observà el fet que el benzè i el tiofè posseeixen propietats físiques molt semblants, com ara el punt d'ebullició, la refracció molecular, el paracor, certes constants cristal·logràfiques, i la mida i la forma de les molècules en estat líquid. Amb el seu grup de recerca trobà que fins i tot que en les reaccions antigen-anticòs molt específiques, certs derivats corresponents del benzè i el tiofè van resultar indistingibles.